# Белый лебедь (фильм)
Белый лебедь (англ. Assassins Run) — художественный фильм совместного производства России и США. Режиссёрами фильма выступили Роберт Кромби и Софья Ская.
Слоган фильма «Все, чему ты доверяешь. Все, что ты знаешь. Может быть ложью…».

## Сюжет
В начале фильма Майя сидит на допросе у полицейского, который её начинает расспрашивать о том, кто она, на что она отвечает что Лебедь. Полицейский покидает кабинет, говоря что не хочет ничего слышать о птицах. Полицейский возвращается и она начинает рассказ о том, как она ранее выступала в театре.
Её муж Майкл опаздывает на её представление и начинает общаться с водителем, вдруг раздаётся телефонный звонок, где ему начинают угрожать, посчитав звонок просто шуткой, он забывает об этом. После представления Майкл общается о бизнесе со своими партнёрами, после чего едет плавать на катере вместе со своей женой. На следующий день ему звонит бизнс-партнер Юсуф, однако разговор прерывается. Тем временем Юсуф едет домой, однако при выходе из лифта его убивает киллер.
Майя рассказывает дочке о том, как она стала балериной. Майклу повторно звонит неизвестный человек, говоря о том, что Майкл оставит свою семью без денег, после чего на его автомобиль нападают и убивают. Майе сообщают что её муж погиб, у неё начинается истерика.
Майя остаётся без денег, поскольку неожиданно выясняется, что компания не принадлежала Майклу, её театральная замена сообщает о том, что выступать в театре будет она, а также Майе подбрасывают кокаин, после чего забирают дочь и садят в тюрьму.
В это же время, на воле киллеры начинают расправляться со всеми, с кем сотрудничал Майкл, а также похищают её дочь. В тюрьме Майю навещает роман и сообщает что её дочь похитили, из-за чего у Майи случается нервный срыв.
Майя начинает тренироваться и готовиться к побегу из одиночной камеры и тюрьмы. Во время прогулки на неё нападают и начинается потасовка в ходе которой она даёт отпор и вырубает соперницу. Охранники её задерживают и также вырубают, чтобы её сокамерницы инсценировали её самоубийство перерезав вены. Проверяющий обнаруживает в бессознательном состоянии с перерезанным венами Майю, после чего её увозят из тюрьмы для проведения операции. После разряда дефибрилятором Майя оживает, но не подаёт виду что находится в сознании, подслушивает разговор фельдширов о том, что один из них собирается её изнасиловать. Майя даёт отпор и сбегает.
Первым делом Майя посещает дом Романа, однако теряет сознание прямо перед входом. Роман спасает девушку и спустя непродолжительное время, она полностью восстанавливается. Майя вспоминает про цветы, что подарил ей муж перед смертью и читает записку, в которой узнаёт, что акции находятся в аэропорту, а наркотики ей подбросила её конкурентка из театра.
Майя решает начать месть и проникает в театр, где в балетки соперницы вставляет лезвие, в следствии чего конкурентка не сможет больше выступать, а также забирает акции в ячейке аэропорта, однако за ней начинают гнаться бандиты, с которыми она расправляется и забирает форму уборщицы. Ричард звонит и сообщает что билеты на самолёты уже куплены и ей срочно нужно лететь в Лас-Вегас. Выясняется что Ричард уже мёртв, а план был составлен бандитами для того чтобы поймать и убить Майю. Майя убивает бандитов и возвращает свою дочь. На место приезжает полиция и забирает Майю с дочерью. В полицейский участок врывается Иван, убивший Майкла и требует акции, направляя пистолет он уже готов выстрелить, однако со спины на него нападает её дочь и ранит Ивана в ногу, от чего тот роняет пистолет, подобрав который Майя убивает Ивана.
На телефон Ивана поступает звонок от Романа, который начинает спрашивать об убийстве Майи, на что она сообщает что придет за Романом и бросает трубку. Майя взяв сумку с вещами и дочь за руку покидает полицейский участок.

## В ролях
- Софья Скай в роли Майи
- Коул Хаузер в роли Романа
- Кристиан Слейтер в роли Майкла
- Марианна Халифман в роли Нины
- Ромуальд Макаренко в роли Ивана
- Ангус Макфадьен в роли Ричарда
- Джо Басилье в роли шерифа
- Кристина Кузьмина в роли Кати

## Производство
21 августа 2012 года был опубликован трейлер фильма. 27 ноября того же года, состоялся закрытый показ фильма на студии Warner Bros.. По заявлению создателей, фильм основан на реальной истории. В сентябре 2012 года фильм был показан на кинофестивале «Меридианы Тихого» и являлся «фильмом закрытия». Фильм также был представлен на международном Московском кинофестивале в июне 2013 года.

## Критика
Сайт SofaHelden дал фильму негативную оценку, отметив что происходящие в фильме и его сюжет абсолютно непонятны, а предыстория фильма «невменяема». Немецкий критик с сайта Shlombies также отметил большие неясности происходящего в фильме. Сайт FilmCriticUnited раскритиковал фильм, однако отметил желание увидеть продолжение истории. Дэнни Шамон дал фильму 6 баллов из 10. Кинокритики Тэй и Брэт с сайта Comeuppance дали фильму положительную оценку, похвалив актёрскую игру Софьи Скай. Сесилия Баррозу похвалила наличие балета в фильме. Сайт Actionfreunde назвал фильм «ничем не примечательным боевиком».
Кинокритик Евгений Баженов дал фильму негативную оценку, назвав его «смешным трешаком» в жанре «клюквы», продюсированный и снятый ради «жены богатого продюсера».

## Премии
- 2012 — Movieville International Film Festival (Лос-Анджелес) — премии «Лучший сценарий», «Лучшая главная женская роль»[20], «Лучшая операторская работа»[21].